# Джинниндерра (водохранилище)
Джинниндерра (англ. Lake Ginninderra) — водохранилище в Канберре, Австралия. Высота над уровнем моря — 577 м.
Название водохранилище получило в честь джинниндерры — так исторически называли сельскохозяйственные земли к северу и северо-западу от Канберры.
Водохранилище имеет V-образную форму остриём на юг. Длина каждой из частей составляет примерно по 1,9 километра, максимальная ширина — 0,7 километра, площадь — 1,05 км², средняя глубина — 3,5 метра.
Водохранилище было создано на реке Джинниндерра-Крик в 1974 году для сбора воды из ливневой канализации с площади в 98,8 км²: это восемь районов Канберры полностью и два частично.
На берегу водохранилища стоит «городской центр» англ. Belconnen Town Centre, расположены парки John Knight Memorial Park и Diddams Close Park. Восточную часть водохранилища пересекает автодорога Ginninderra Drive, построенная одновременно с ним.
Здесь живут чёрные лебеди, камышницы, утки и водяные крысы ракали. Выделены места для купания, катания на каноэ, хождения под парусом, ловли рыбы и пеших и велосипедных прогулок.